# Berlandina piephoi
Berlandina piephoi är en spindelart som beskrevs av Schmidt 1994. Berlandina piephoi ingår i släktet Berlandina och familjen plattbuksspindlar. Inga underarter finns listade.